# Aeroporto Internazionale di Arak
L'Aeroporto Internazionale di Arak (IATA: AJK, ICAO: OIHR) è un aeroporto iraniano che serve la città di Arak. Inaugurato nel 1938, è uno dei più antichi aeroporti dell'Iran.

## Storia
L'aeroporto fu costruito dagli inglesi negli anni trenta: Arak era infatti diventato un centro per il commercio di tappeti (Regno Unito, Germania e Svizzera avevano un consolato in città), ma era distante dal mare. L'aeroporto fu poi usato dai britannici durante la seconda guerra mondiale per il trasporto di truppe e munizioni.
Negli anni cinquanta, con la vittoria della rivoluzione, l'aeroporto venne chiuso. Fu poi riaperto, dopo una ristrutturazione, nel 2014.